# Ryan Kesler
Ryan James Kesler (ur. 31 sierpnia 1984 w Livonia, Michigan) – amerykański hokeista, reprezentant USA, dwukrotny olimpijczyk.
Jego kuzyn Josh (ur. 1989) także został hokeistą.

## Kariera
- Honeybaked U18 (1999–2000)
- U.S. National U18 Team (2000–2002)
- UUSNTDP Juniors (2000–2001)
- Ohio State University (2002–2003)
- Manitoba Moose (2003–2005)
- Vancouver Canucks (2003–2004, 2005–2014)
- Anaheim Ducks (2014-)

W drafcie NHL z 2003 został wybrany przez Vancouver Canucks z numerem 23. Od tego czasu był zawodnikiem tego klubu w lidze NHL. W marcu 2010 przedłużył kontrakt z klubem o trzy lata. Od czerwca 2014 zawodnik Anaheim Ducks (w toku wymiany, w ramach której z Anaheim do Vancouver zostali przekazani Luca Sbisa i Nick Bonino). W lipcu 2015 przedłużył umowę o sześć lat.
Został reprezentantem USA. Występował w kadrach juniorskich kraju na mistrzostwach świata do lat 18 (2002) i do lat 20 (2003, 2004). W kadrze seniorskiej uczestniczył w turniejach mistrzostw świata 2006, zimowych igrzysk olimpijskich 2010, 2014, Pucharu Świata 2016.

## Sukcesy

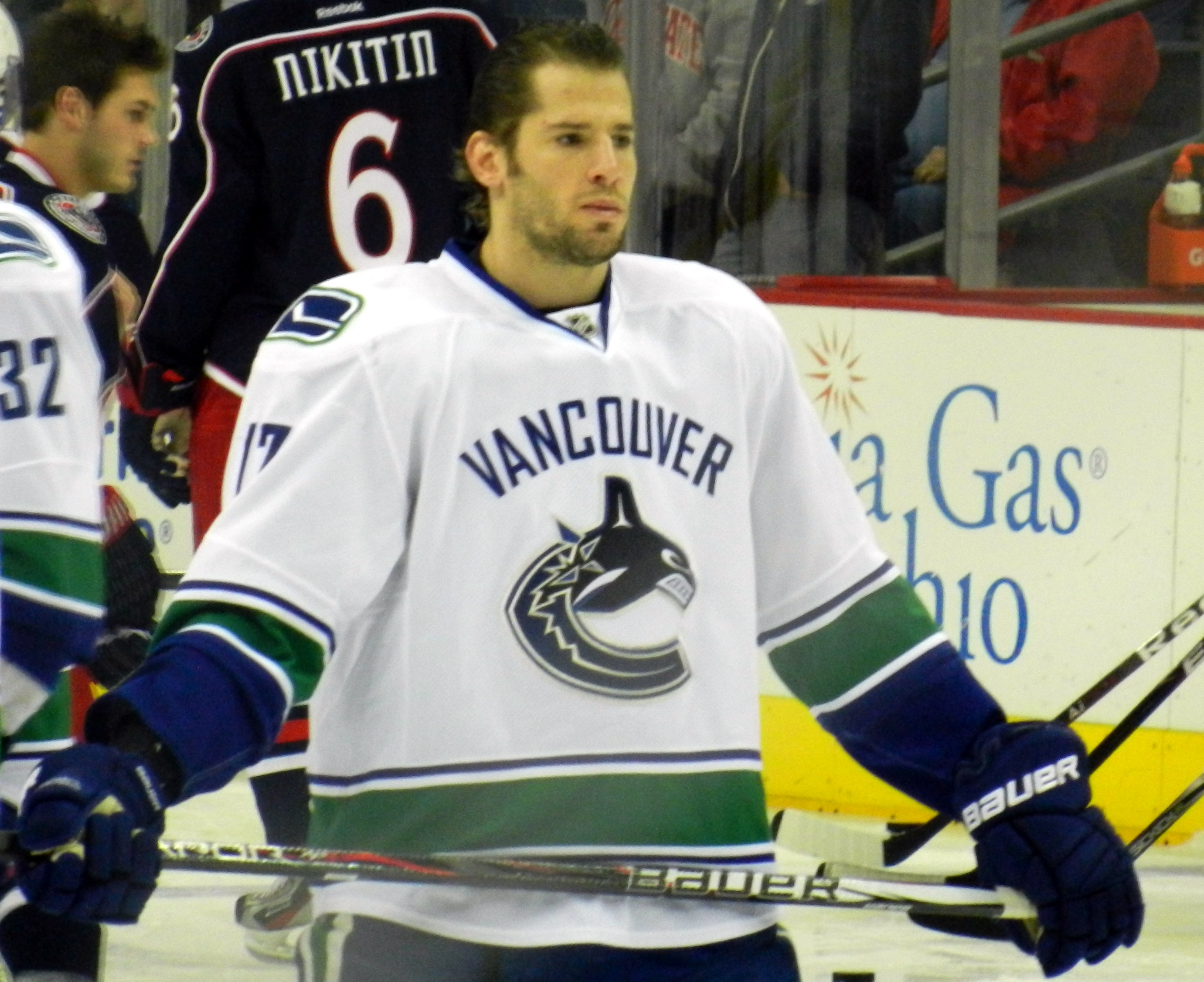
Ryan Kesler w barwach Vancouver Canucks (2011)

Reprezentacyjne
- Złoty medal mistrzostw świata juniorów do lat 18: 2002
- Złoty medal mistrzostw świata juniorów do lat 20: 2004
- Srebrny medal zimowych igrzysk olimpijskich: 2010

Klubowe
- Mistrzostwo dywizji NHL: 2004, 2007, 2010, 2011, 2012, 2013 z Vancouver Canucks
- Mistrzostwo konferencji NHL: 2011, 2012 z Vancouver Canucks
- Clarence S. Campbell Bowl: 2011 z Vancouver Canucks
- Presidents’ Trophy: 2011, 2012 z Vancouver Canucks
- Finalista Pucharu Stanleya: 2011 z Vancouver Canucks

Indywidualne
- Sezon NHL (2010/2011):
  - Piąte miejsce w klasyfikacji strzelców w sezonie zasadniczym: 41 goli
  - NHL All-Star Game
  - Frank J. Selke Trophy
- Występ w Meczu Gwiazd NHL w sezonie 2016-2017